# Community
Community est une sitcom américaine en 110 épisodes de 22 minutes créée par Dan Harmon et diffusée entre le 17 septembre 2009 et le 17 avril 2014 sur le réseau NBC et en simultané sur Citytv au Canada, puis entre le 17 mars et le 2 juin 2015 sur Yahoo Screens.
La série suit le quotidien d'un groupe d'étudiants d'un community college dans la ville fictive de Greendale (Colorado), et utilise largement le métahumour et les références à la culture populaire, parodiant régulièrement les clichés et tropes des films ou des séries contemporaines. Community a reçu un accueil critique significatif et fait l'objet d'un certain culte de la part des fans. La série est composée de six saisons, toutefois sans le concours du showrunner et créateur Dan Harmon pour la quatrième. La cinquième saison a, cependant, permis le retour de ce dernier.
Les trois premières saisons sont diffusées en France depuis le 13 décembre 2012 sur Numéro 23,,. L'intégralité de la série est disponible sur Amazon Prime Video France (en français jusqu'à la 4e saison) puis sur Netflix France depuis le 1er avril 2020, pour la première fois intégralement doublée. Elle reste néanmoins inédite dans les autres pays francophones.
Le 9 mai 2014, NBC annonce la fin de la série, en raison d'une audience insuffisante. Toutefois, après l'échec des négociations avec Hulu, Yahoo! annonce le 30 juin reprendre la production de la série pour une sixième saison,.

## Synopsis
Community met en scène un groupe d’étudiants d’un community college, établissement d’enseignement supérieur américain souvent considéré comme inférieur à l’université et qui accueille pour cette raison de nombreux élèves en difficulté ainsi que des personnes souhaitant reprendre leurs études.
Le personnage central est Jeff Winger, ex-avocat à tendance manipulatrice qui doit récupérer son diplôme après avoir été exclu du barreau. Autour de lui gravitent six autres étudiants : Britta Perry, jeune militante un peu paumée ; Abed Nadir, passionné de cinéma à l’allure toujours détachée ; Troy Barnes, autrefois star de football américain au lycée qui a perdu sa bourse d’études après une blessure ; Pierce Hawthorne, retraité propriétaire d'une entreprise de lingettes qui a été marié sept fois ; Shirley Bennett, ancienne mère au foyer chrétienne récemment divorcée et souhaitant retrouver du travail ; Annie Edison, ancienne major de promo de son lycée qui se droguait pour soutenir le rythme des études, et fraîchement sortie d'une cure de désintoxication.
Au début simple groupe d'étude pour les cours d’espagnol (délivrés par le tyrannique Señor Chang), leurs caractères souvent opposés et les interactions avec les personnalités un peu déjantées qui peuplent leur établissement (étudiants comme professeurs) les entraînent parfois dans des situations surréalistes…
La série repose en partie sur de très nombreuses références plus ou moins appuyées (et souvent parodiques) à des films, des séries, des genres cinématographiques et la culture geek en général, utilisant souvent le métahumour (de l'humour à propos de l'humour) ainsi que des procédés de narration non linéaires (épisode en huis clos, parodie de Law and Order, parties de paintball : parodie de Paintball le film, épisode en 8-bits, histoires alternatives du dé, épisode en pâte à modeler animée, etc.) et abattant parfois le quatrième mur,.

## Distribution
- Joel McHale (VFB : Philippe Allard) : Jeff Winger
- Gillian Jacobs (VFB : Marcha Van Boven) : Britta Perry
- Danny Pudi (VFB : Emmanuel Dekoninck) : Abed Nadir
- Yvette Nicole Brown (VFB : Nathalie Hons) : Shirley Bennett (saisons 1 à 5, invitée saison 6)
- Alison Brie (VFB : Laetitia Liénart) : Annie Edison
- Donald Glover (VFB : Olivier Prémel) : Troy Barnes (saisons 1 à 4, récurrent saison 5)
- Chevy Chase (VFB : Daniel Nicodème) : Pierce Hawthorne (saisons 1 à 4, invité saison 5)
- Ken Jeong (VFB : Michelangelo Marchese) : Kevin / Ben Chang
- Lauren Stamile : Professeur Michelle Slater (saison 1)
- Jim Rash (VFB : David Manet) : Craig Pelton (récurrent saison 1, régulier à partir de la saison 2)
- John Oliver (VFB : Tony Beck) : Ian Duncan (saisons 1, 2 et 5)
- Paget Brewster (VFB : Julie Dacquin) : Francesca "Frankie" Dart (saison 6)
- Keith David (VFB : Martin Spinhayer) : Elroy Patashnik (saison 6)

Source et légende : Version Française faite en Belgique (VFB) sur Doublage Séries Database

Photos des acteurs principaux
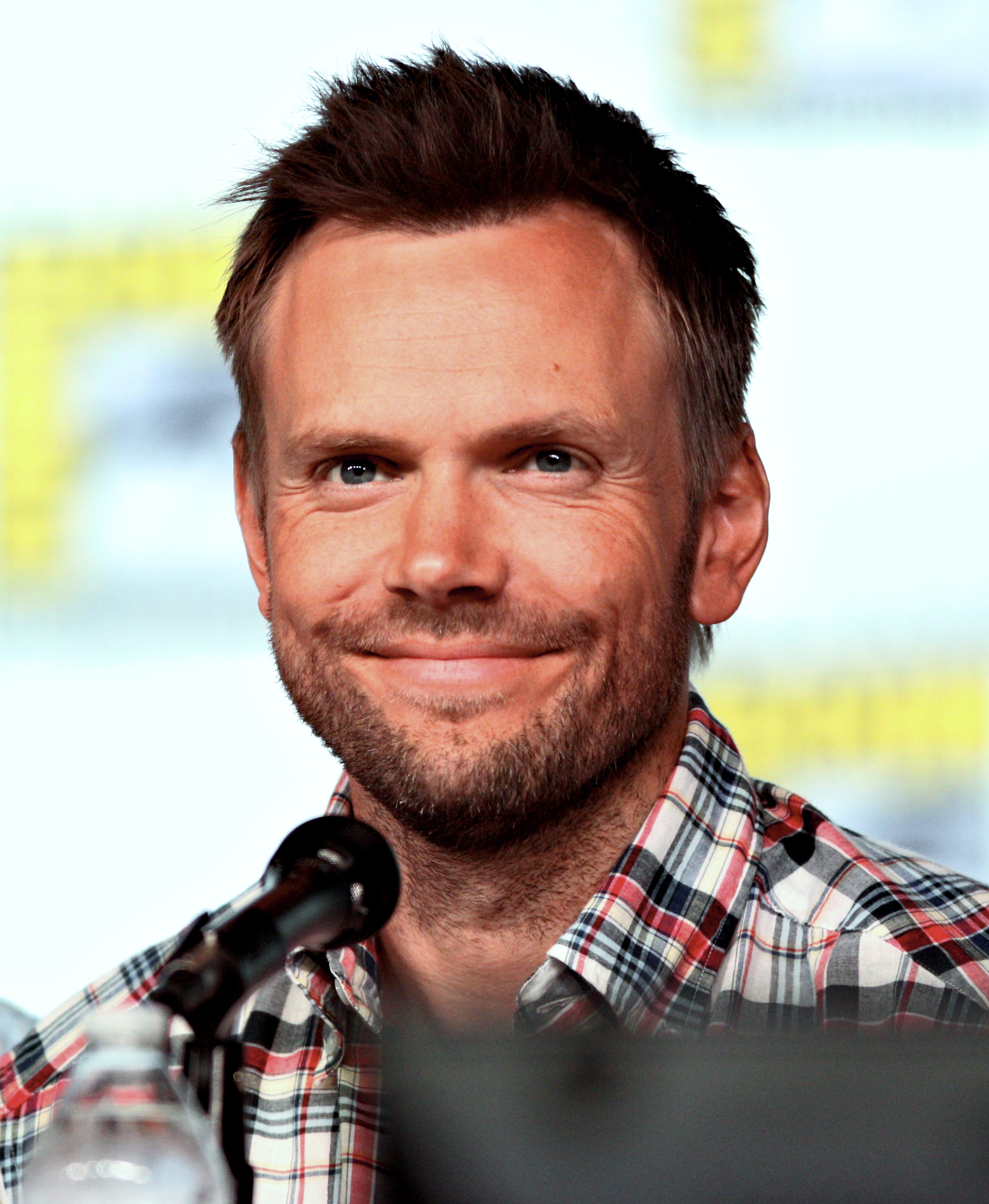
Joel McHale dans le rôle de Jeff Winger
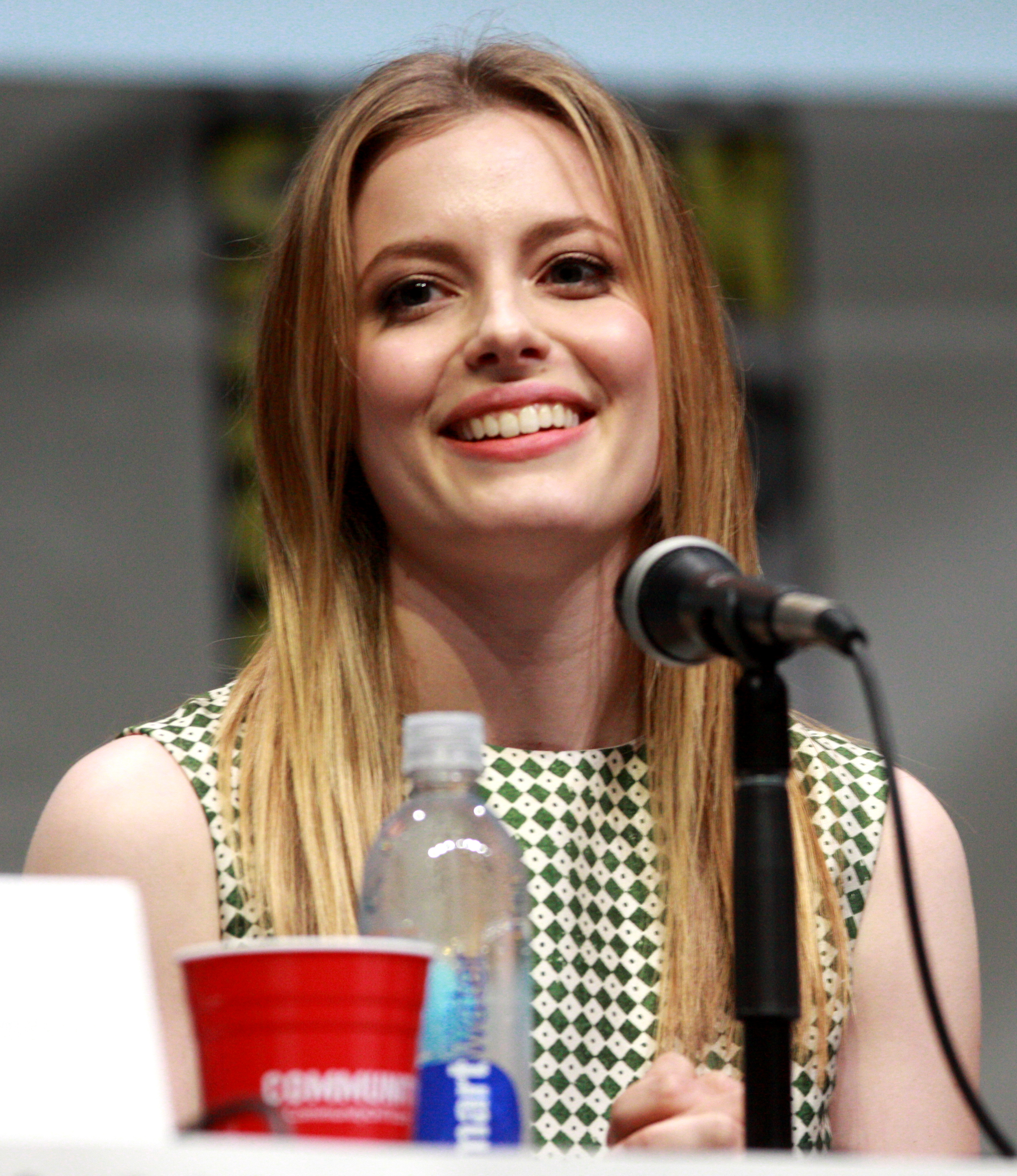
Gillian Jacobs dans le rôle de Britta Perry
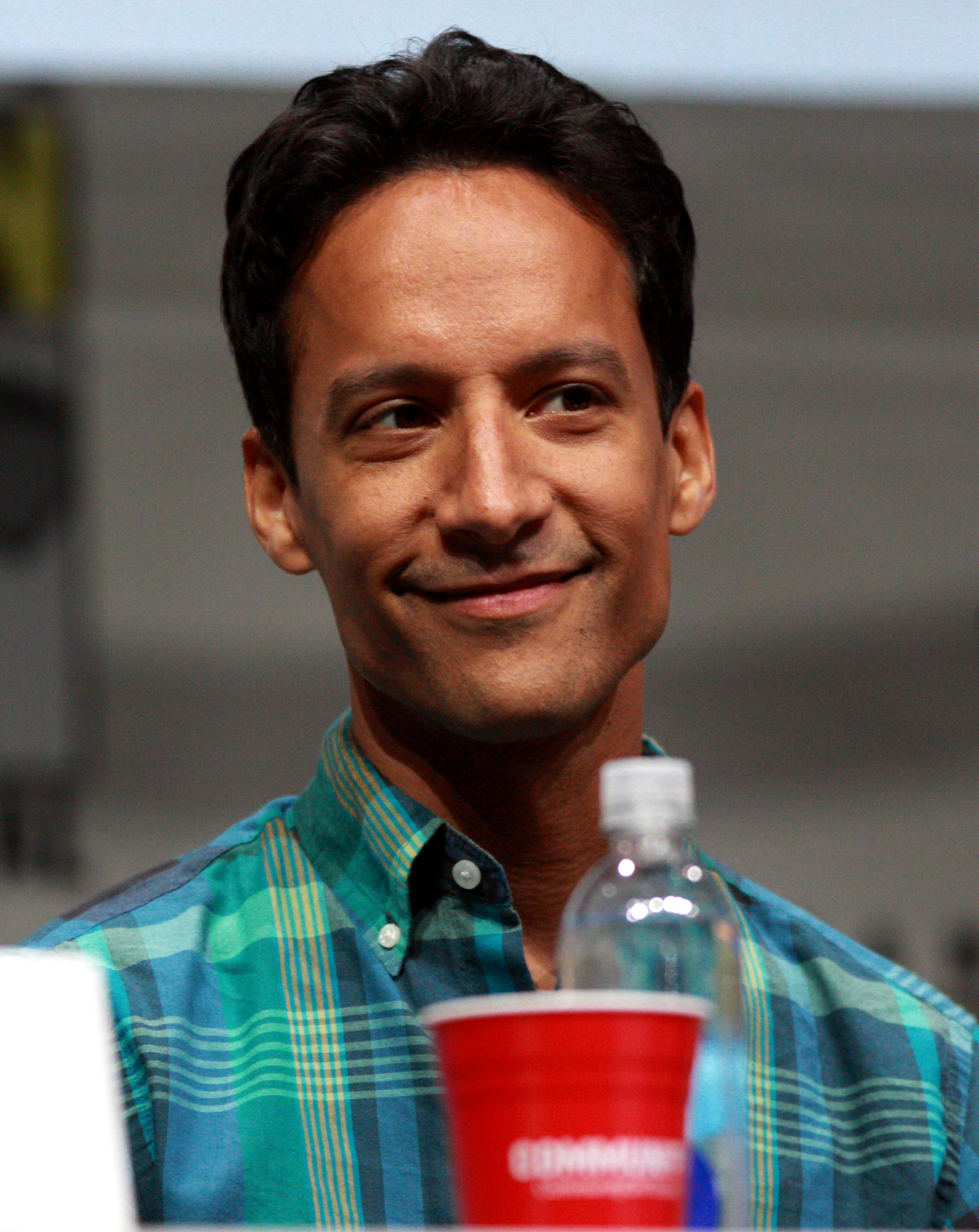
Danny Pudi dans le rôle de Abed Nadir
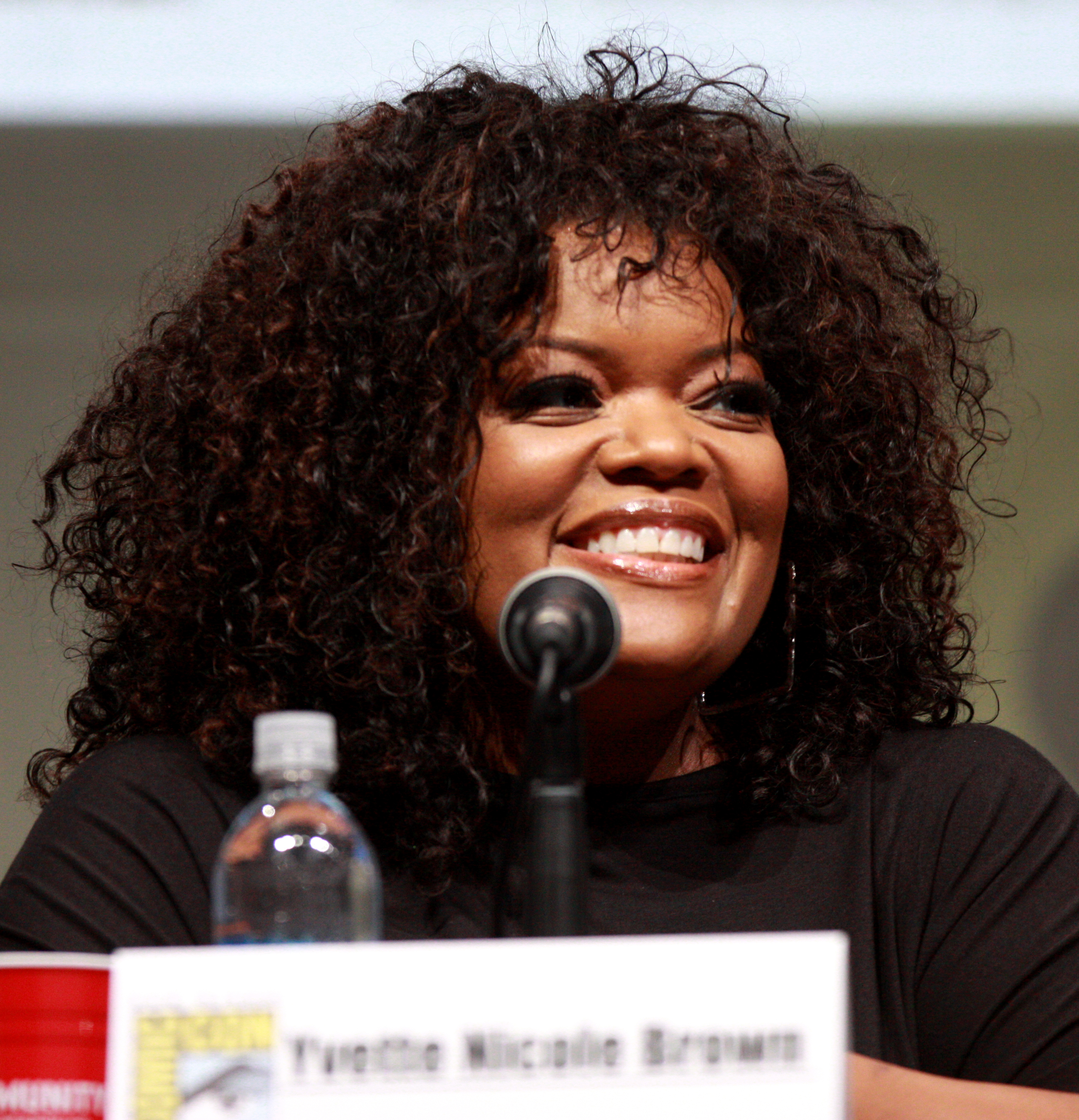
Yvette Nicole Brown dans le rôle de Shirley Bennett
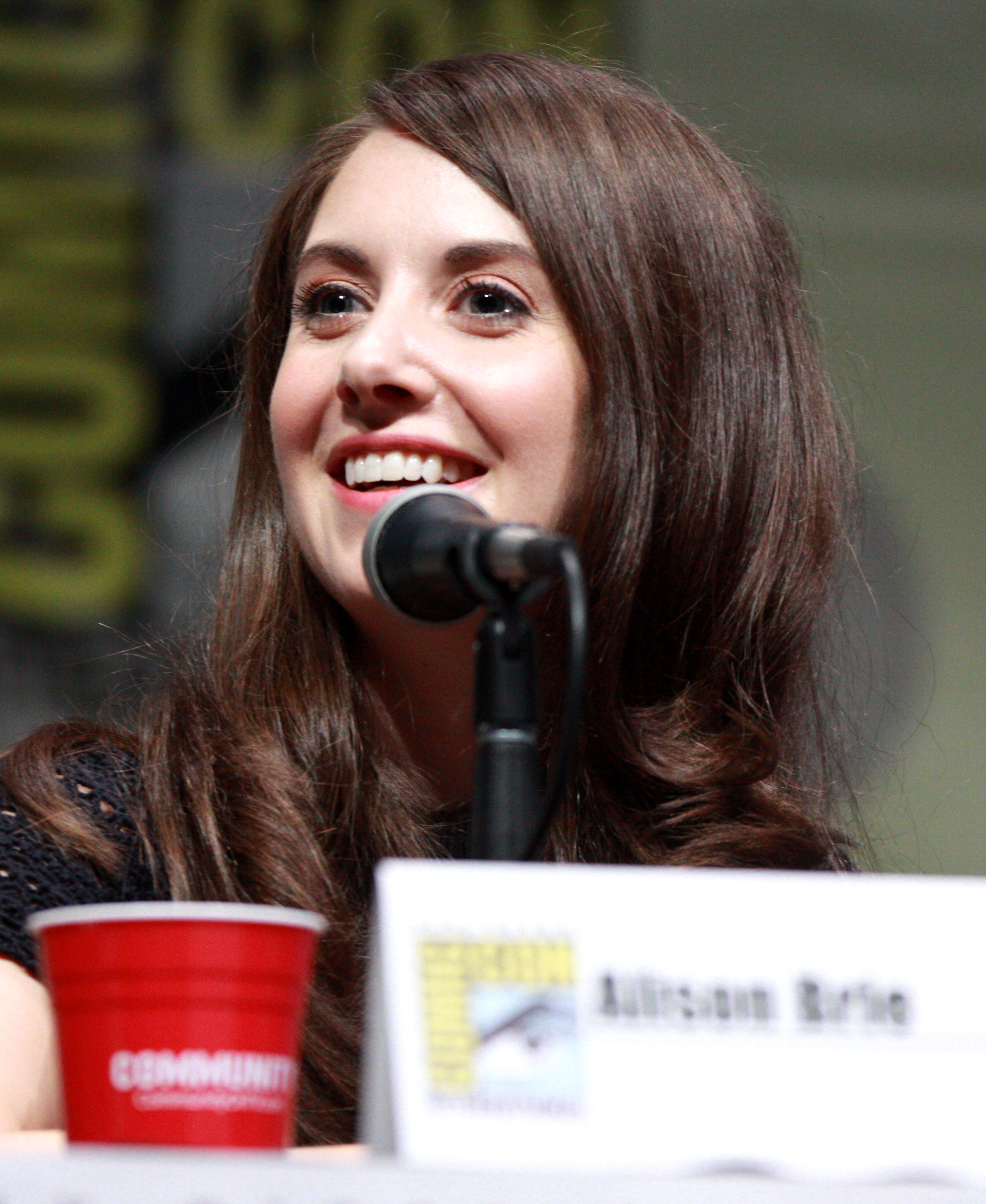
Alison Brie dans le rôle de Annie Edison
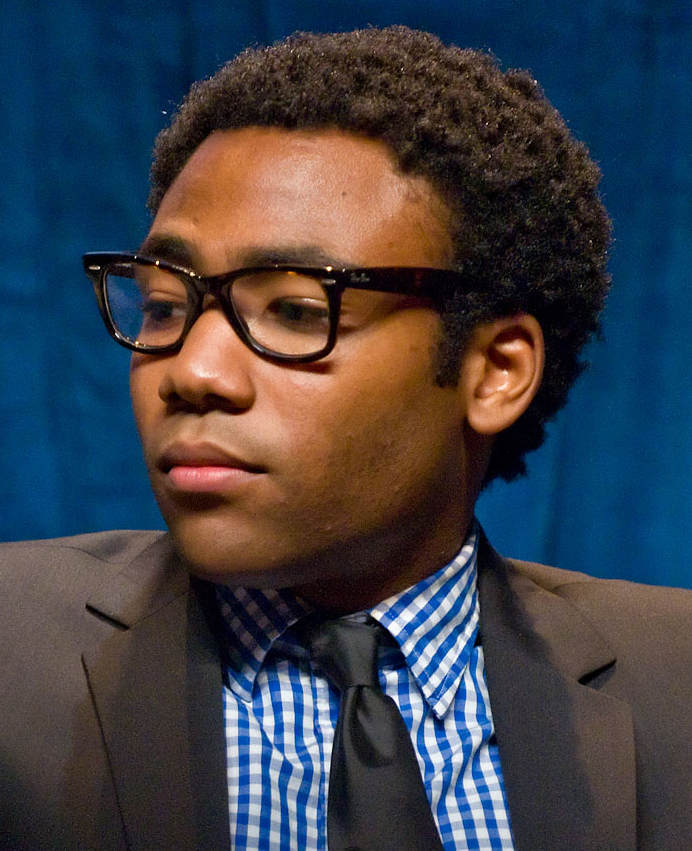
Donald Glover dans le rôle de Troy Barnes
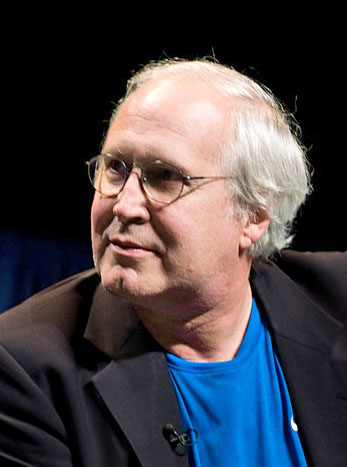
Chevy Chase dans le rôle de Pierce Hawthorne
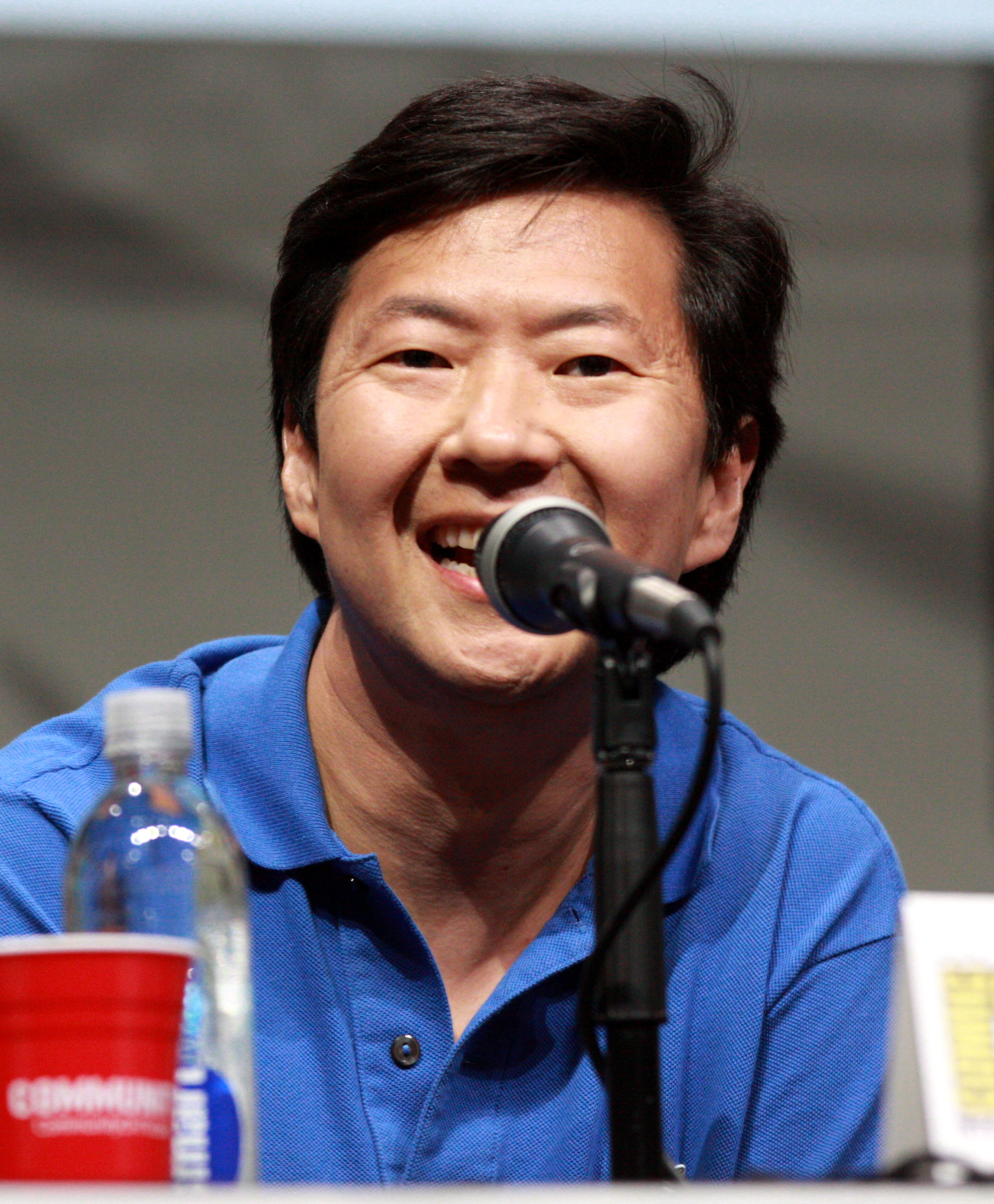
Ken Jeong dans le rôle de Ben Chang
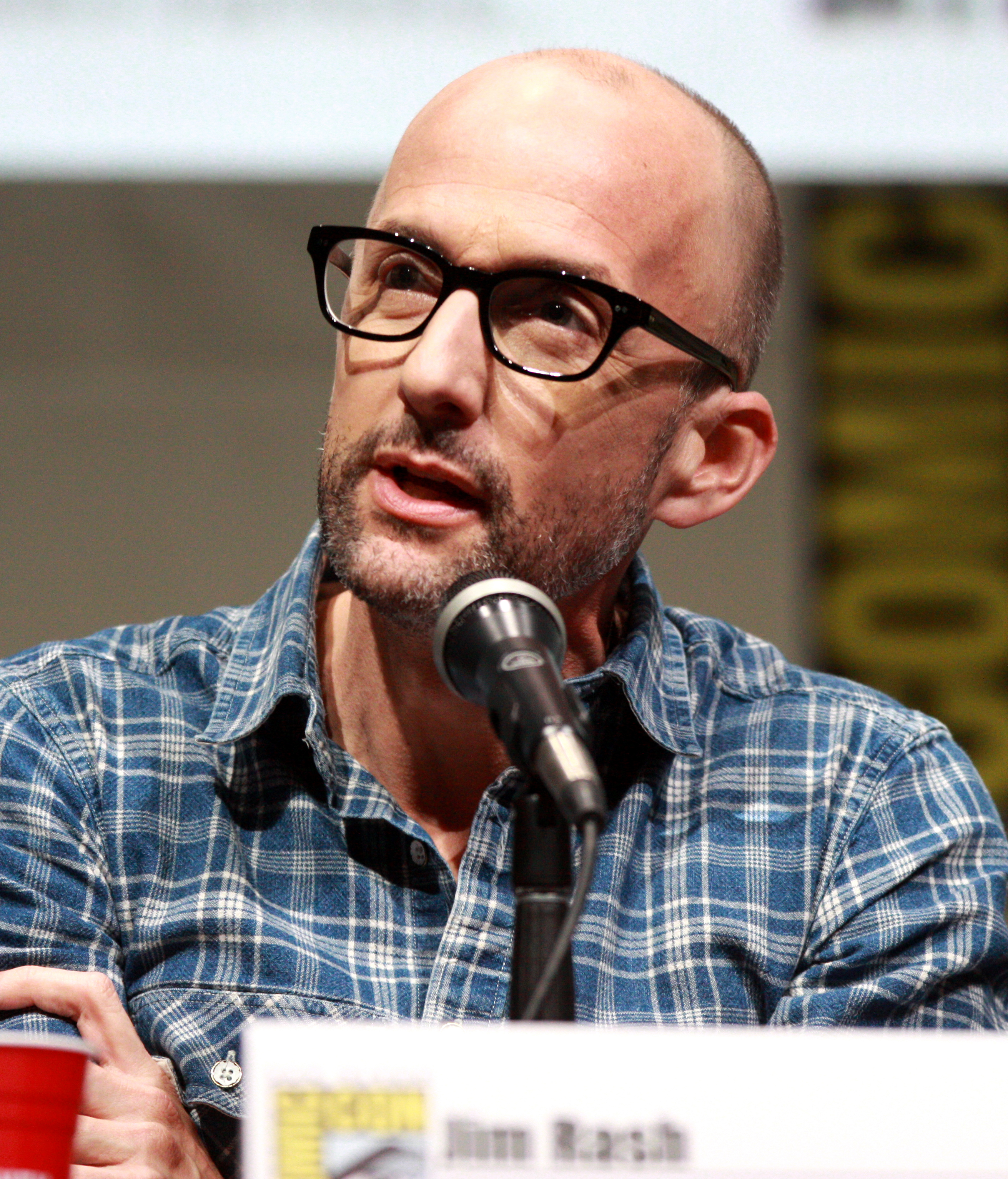
Jim Rash dans le rôle du doyen Craig Pelton

## Personnages
- Jeff Winger est un avocat suspendu obligé d'entrer à Greendale après la découverte de son faux diplôme de droit de l'Université de Colombie au lieu de Columbia. Jeff, souvent considéré – par les autres comme par lui-même – comme le leader du groupe, apparaît comme un être narcissique, désabusé, et coureur de jupons, utilisant son charme et son beau-parler pour arriver à ses fins. Il dupe ou convainc régulièrement ses amis de faire son travail à sa place.
- Britta Perry est une ancienne activiste anarchiste qui a voyagé autour du monde après avoir abandonné ses études, mais qui souhaite aujourd'hui remettre de l'ordre dans sa vie. Elle se persuade d'être quelqu'un d'ouvert, de cool et d'intelligent « parce qu'elle a vécu à New York », mais cette apparence de jeune-femme sûre d'elle n'est finalement qu'une façade pour les charmants travers peu assumés de sa personnalité.
- Abed Nadir est un étudiant d'origine polonaise et palestinienne obsédé par la culture populaire, dont les connaissances en cinéma et télévision sont encyclopédiques. Il a du mal à interagir avec les autres – ses amis pensent qu'il souffre d'une forme atténuée du syndrome d'Asperger – et semble être victime de temps à autre de mécanismes de défense qu'il a du mal à contrôler. Abed est à l'origine de la plupart du métahumour de la série, et il interprète souvent les aventures du groupe comme le scénario d'une sitcom, les comparant souvent aux clichés et tropes des séries télévisées en général. Le personnage d'Abed est directement inspiré d'un ami du créateur de la série : Abed Gheith[16].
- Shirley Bennett est une mère célibataire chrétienne, entrée à Greendale pour se lancer dans le commerce de brownies. Elle est régulièrement vue comme la « maman » du groupe, dont elle manipule souvent les membres en affichant un comportement passif-agressif ou en appelant à leur culpabilité.
- Annie Edison est la benjamine du groupe, ayant atterri à Greendale après une cure de désintoxication aux amphétamines, une addiction pour laquelle elle a été renvoyée de l'une des universités réputées de l'Ivy League sur la côte Est. Annie est une jeune adulte ultra-performante à un point compulsif, perfectionniste et exigeante, mais comparativement assez innocente et naïve. Extrêmement impopulaire au lycée, elle tente par tous les moyens de gagner la reconnaissance qu'elle n'a jamais eue en participant aux nombreuses activités extra-scolaires de Greendale, y associant souvent – et parfois contre leur gré – les membres du groupe d'étude.
- Troy Barnes est un ancien quaterback, star de son lycée – le même que celui d'Annie – qui a perdu sa bourse d'études à la suite d'une blessure auto-infligée. Troy tente au début de la série de conserver son statut de « mec cool » et populaire, mais, grâce à son amitié avec Abed, il laisse son côté nerd et enfantin se révéler.
- Pierce Hawthorne est un millionnaire, héritier d'un empire de lingettes humidifiées, qui s'inscrit à Greendale pour lutter contre l'ennui. Il est souvent considéré comme le membre le moins apprécié du groupe en raison de sa prétention, de son incohérence, de ses remarques désobligeantes et de son intolérance (racisme, machisme, xénophobie, etc.). Il semble cependant indispensable à la cohésion du groupe, lequel se désagrège lorsqu'il disparaît puisqu'il fait souvent office de bouc-émissaire. Malgré son apparente arrogance, Pierce est très conscient de sa place au sein du groupe d'étude, et il tente régulièrement d'être « aussi cool que Jeff », de s'adapter, et finalement d'être au moins toléré par ses amis.
- « Señor » Ben Chang est un homme extrêmement dérangé, si ce n'est complètement fou, originellement le professeur d'espagnol du groupe avant que la faculté ne se rende compte de son incompétence notoire et de l'absence de diplôme d'enseignement à son nom. Il devient alors étudiant puis agent de sécurité de Greendale. Sa folie et sa perte de conscience de la réalité le conduisent à agir de façon totalement exagérée et imprévue sans raison apparente.
- Craig Pelton est le doyen de Greendale et tente désespérément et sans succès de donner à son école une apparence de « vraie université ». Il fait un usage immodéré et excessif du politiquement correct dans le but de ne pas être qualifié de raciste. Il ne cache pas sa préférence pour le groupe d'étude et a une attirance notable pour Jeff.

## Fiche technique
Sauf indication contraire, les informations mentionnées dans cette section peuvent être confirmées par la base de données cinématographiques IMDb,  présente dans la section « Liens externes ».

### Équipe technique
- Création : Dan Harmon
- Réalisation : Joe Russo, Anthony Russo, Tristram Shapeero, Adam Davidson, Jay Chandrasekhar, Justin Lin et Kyle Newacheck
- Scénario : Dan Harmon, Hilary Winston, Chris McKenna, Andrew Guest, Andy Bobrow, Megan Ganz, Tim Hobert, Emily Cutler, Karey Dornetto, Adam Countee, Jon Pollack, Zach Paez, Lauren Pomerantz, Liz Cackowski, Maggie Bandur, Stephen Basilone, Annie Mebane et Matt Murray
- Production :
  - Producteurs : Jake Aust, Heather Petrigala, Patrick Kienlen, Andy Bobrow, Emily Cutler, Karey Dornetto, Vera Santamaria, Alex Cuthbertson, Matt Fusfeld et Timothy Silver
  - Producteurs délégués : Dan Harmon, Chris McKenna, Gary Foster, Russ Krasnoff, Anthony Russo, Joe Russo, Garrett Donovan, Neil Goldman, Tim Hobert, Tristram Shapeero et Ben Wexler
  - Sociétés de production : Krasnoff Foster Productions, Harmonius Claptrap, Russo Brothers, Universal Media Studios et en association avec Sony Pictures Television[17]
- Décors : Derek R. Hill et Denise Pizzini (décors) ; John B. Vertrees (direction artistique) ; Denise Pizzini et Dorit Hurst (plateau)
- Costumes : Sabrina Rosen et Mary-Kate Killilea
- Photographie : Gary Hatfield et James Hawkinson
- Montage : Peter B. Ellis, Steven Sprung, Christian Kinnard, Ruthie Aslan, Jeff Groth, Lisa Lassek, Jeff Hall, Spencer Houck, Jim Towne, Larry Bock et Jeffrey M. Werner
- Casting : Dava Waite et Juel Bestrop
- Musique : Ludwig Göransson
  - Générique : At Least It Was Here de The 88

### Spécifications techniques
- Pays d'origine :  États-Unis
- Première diffusion : 2009
- Diffuseur : NBC
- Durée des épisodes : 22 minutes
- Lieux de tournage : Los Angeles (CA) : Los Angeles City College et Paramount Studios
- Format : filmé en numérique avec des caméras Arriflex D21, Cooke S4 et Angénieux Optimo Lenses ; diffusé en 16:9 HD et TVHD avec un son Dolby Digital
- Doublage : société de doublage : Dubbing Brothers ; adaptation des dialogues : Sandrine Chevalier ; direction artistique : Bruno Mullenaerts[N 1]
- Public : TV-PG (accord parental) ou TV-14 (déconseillé aux moins de 14 ans) (États-Unis) ; Tous publics (France)

## Production

### Développement

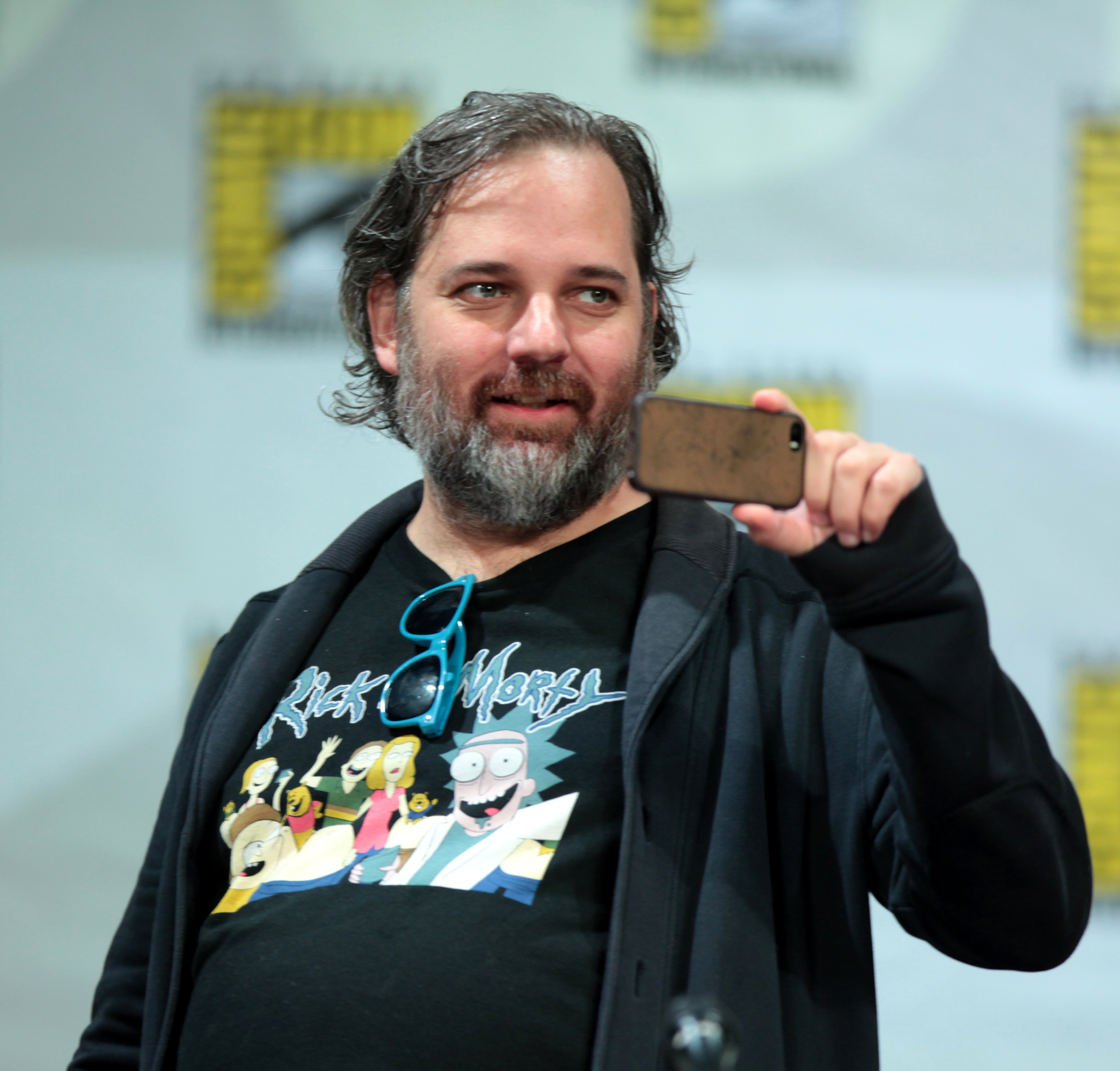
Le créateur et showrunner des saisons 1 à 3, puis 5 et 6, Dan Harmon.

L'histoire de Community est basée sur des expériences vécues par le créateur Dan Harmon : dans l'espoir de sauver ses relations avec sa petite amie de l'époque, il s'inscrit au Glendale Community College (California) (en), au nord-est de Los Angeles, où ils ont étudié l'espagnol ensemble pendant un temps. Harmon devient membre d'un groupe d'étude et, contrairement à ses premières intentions, il se rapproche petit à petit des membres du groupe malgré le peu de points communs qu'ils partagent : « J'étais dans ce groupe composé d'andouilles et j'ai commencé à vraiment les apprécier, même s'ils n'étaient pas dans le domaine du cinéma, et même s'ils n'avaient rien à m'apporter et moi rien à leur apporter, ». Partant de cette expérience, Harmon écrit une série dont le personnage principal est essentiellement basé sur lui-même ; il avait, comme Jeff, tendance à être égocentrique et indépendant à l'extrême avant de réaliser l'intérêt de rencontrer d'autres gens.
Harmon explique qu'il a écrit la série comme un film, et non une sitcom. Ce processus n'était pas différent de ses travaux précédents (Acceptable TV, Computerman, The Sarah Silverman Program, Monster House, etc.), à l'exception de la longueur des épisodes et du public ciblé par la série.
Le 9 mai 2014, la série est officiellement annulée par NBC.
En juillet 2014, Yahoo! annonce avoir commandé treize épisodes pour sa plateforme Screen (en). Ces épisodes, diffusés entre mars et juin 2015, forment la sixième et ultime saison de la série. En effet, pour une nouvelle saison, ou un film, les contrats des acteurs devraient être tous renégociés. Ces derniers, étant libres, se sont en effet presque tous engagés dans de nouveaux projets. Notons que Joel McHale et Jim Rash, les acteurs les plus investis dans la production de la série, bénéficiaient de contrats différents de leurs camarades. Le créateur Dan Harmon pense que le film constitue la piste la plus probable, et souhaiterait que Justin Lin, le réalisateur de Fast and Furious 5, qui officiait sur la première saison de la série, le mette en scène.
Film
En Juin 2023, Joel McHale annonce que le tournage du film a été retardé à la suite de la grève des acteurs et scénaristes américains de 2023. Il est confirmé pour l'été 2024. On retrouvera une grosse partie du casting original avec Joel McHale, Donald Glover, Danny Pudi , Gillian Jacobs, Alison Brie, Ken Jeong et Jim Rash. Il est fortement probable que Chevy Chase ne reprenne pas son rôle de Pierce Hawthorne.
Le film sera disponible sur la plateforme de streaming Peacock.

### Casting

#### Saisons 1 à 3
Dan Harmon a attaché beaucoup d'importance à la distribution pour en faire une base du travail comique ; selon lui, « le casting était 95 % de la construction du show ». Il a déjà travaillé avec plusieurs membres de la distribution : Joel McHale, John Oliver et Chevy Chase ont tous fait une apparition dans l'épisode 9 de Water and Power, une mini-série produite par Harmon pour Channel 101 (en). Chevy Chase a longtemps été un favori pour Harmon, et bien qu'il n'était pas intéressé par les sitcoms, Chase a finalement accepté devant la qualité d'écriture de la série. Harmon voit des similarités entre Chase et son personnage de Pierce Hawthorne. Bien que Chase ait souvent été moqué pour ses choix de carrière, Harmon pensait que ce rôle était une chance de se refaire une image : « ce qui fait de Chevy et Pierce des héros, c'est le refus d'abandonner ». Harmon a prévenu Chase de ne pas jouer les « monsieur-je-sais-tout » comme il le faisait souvent, car le personnage de Pierce est plutôt un être pathétique qui n'est pas à prendre au sérieux.

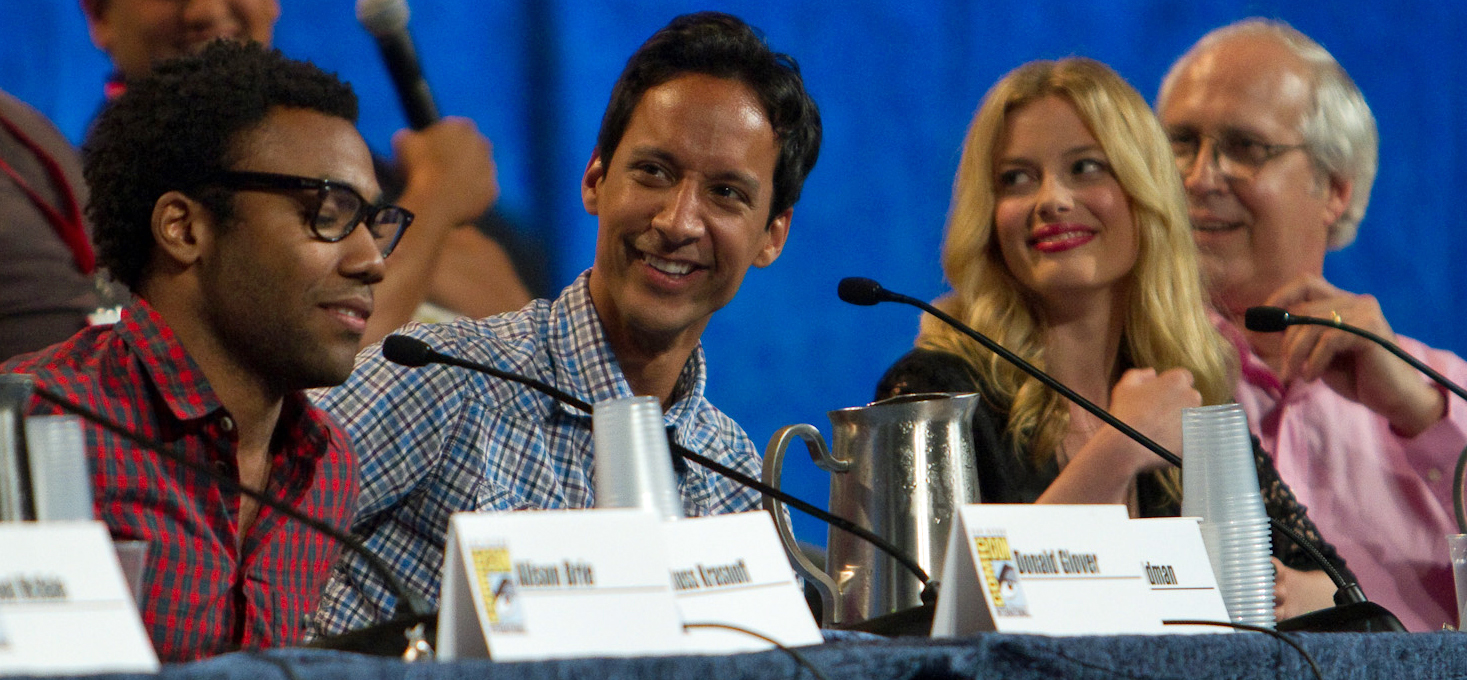
Donald Glover, Danny Pudi, Gillian Jacobs et Chevy Chase au San Diego Comic-Con 2010

McHale, connu pour le talk-show humoristique The Soup (en) sur la chaîne E!, était comme Chase impressionné par l'écriture de Harmon. Il a déclaré à ce sujet : « le script de Dan était largement au-dessus de tout ce que j'ai pu lire à côté ». McHale a accepté de travailler avec Harmon pour sa sympathie, qui a permis à son personnage de posséder certains traits antipathiques, sans que le spectateur ne le déteste. Pour le rôle d'Annie, Harmon voulait quelqu'un qui ressemblerait au personnage de Tracy Flick, interprétée par Reese Witherspoon dans le film L'Arriviste. À l'origine, les producteurs cherchaient une comédienne d'origine latine ou asiatique, sans y parvenir. Ils ont finalement choisi Alison Brie, jusqu'alors connue pour le rôle de Trudy Campbell dans la série Mad Men.

#### Saisons 4 à 6

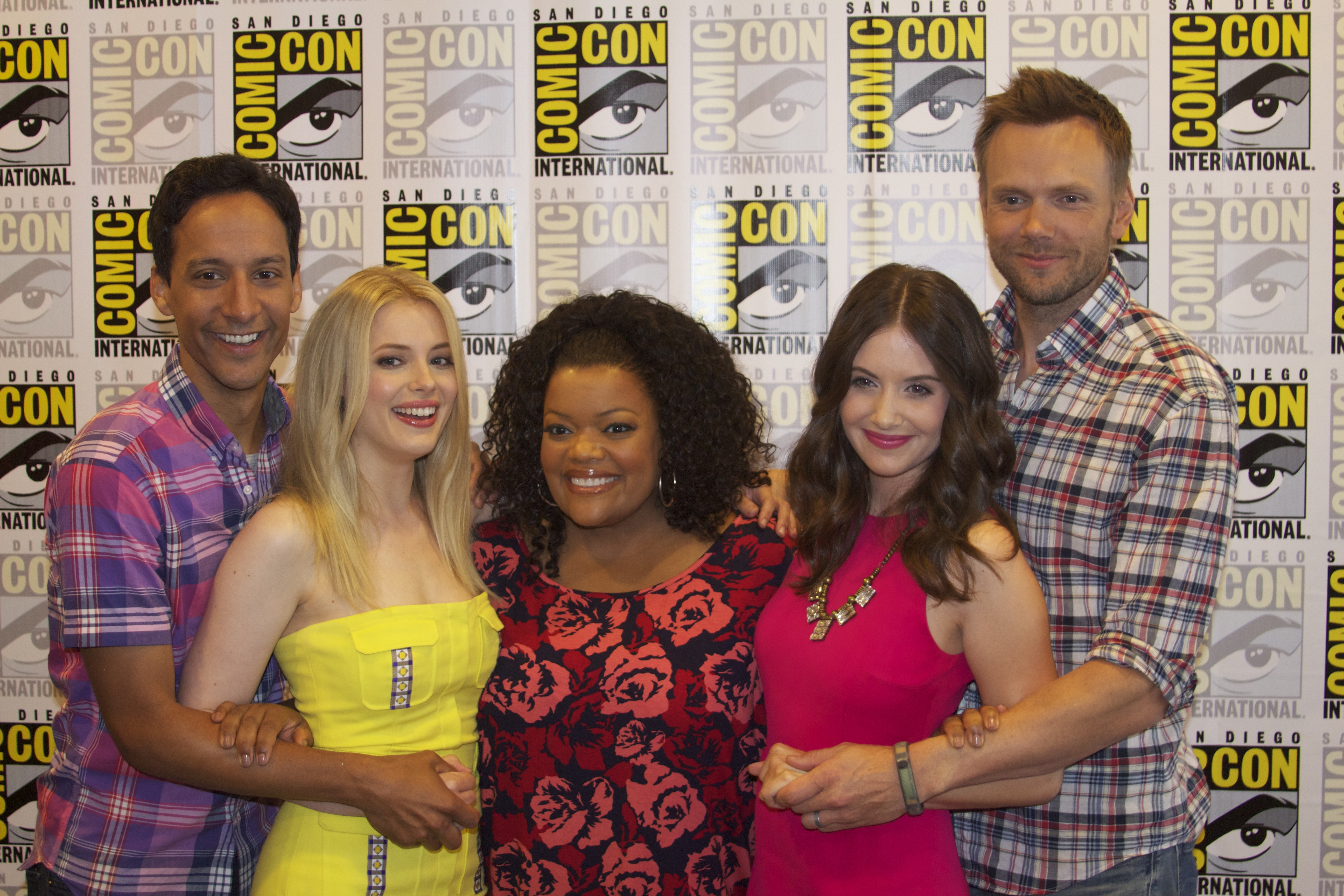
Danny Pudi, Gillian Jacobs, Yvette Nicole Brown, Alison Brie et Joel McHale au San Diego Comic-Con 2012

À partir de la saison 4, la distribution principale connait des changements. Le 21 novembre 2012, l'annonce du départ de Chevy Chase, en accord avec la chaîne, force les scénaristes à supprimer le personnage de Pierce de deux épisodes, et l'acteur fait des enregistrements audio pour ses dernières scènes. Chase revient seulement pour un caméo dans le premier épisode de la saison 5. La saison 5 est marquée par le départ de Donald Glover, qui a choisi de privilégier sa carrière musicale sous le pseudonyme de Childish Gambino, et n'apparait donc que dans les cinq premiers épisodes de la saison. Pour combler le départ de deux acteurs, l'acteur Jonathan Banks, connu alors pour son rôle de Mike Ehrmentraut dans Breaking Bad, rejoint le casting et apparait dans 11 (et non 13) épisodes de la saison comme Buzz Hickey, un professeur de criminologie, et John Oliver reprend son rôle de Ian Duncan comme personnage récurrent. Avant le début de la saison 6, Yvette Nicole Brown rompt son contrat et son engagement sur la série pour se rapprocher de son père malade ; elle revient pour un caméo. Deux acteurs rejoignent le casting : Paget Brewster, comme consultante Francesca Dart (elle était déjà apparue au cours de la saison 5 dans un rôle différent) et Keith David, pour le rôle du scientifique et programmeur Elroy Patashnik.

## Épisodes
La plupart des titres des épisodes ressemble à des intitulés de cours suivis à l'université, comme Initiation au cinéma (Introduction to Film), Anthropologie – Niveau 1 (Anthropologie 101), Poterie pour débutants (Beginner Pottery)… À l’exception du pilote, seuls quatre épisodes n'ont pas le titre d'un cours : Abed's Uncontrollable Christmas, A Fistful of Paintballs, For a Few Paintballs More, Pillows and Blankets.
La première saison a débuté le jeudi 17 septembre 2009 à 21 h 30 sur NBC. Après trois épisodes, la série est déplacée à 20 h en primetime, et en octobre, la chaîne annonce une saison de vingt-deux épisodes. En janvier 2010, NBC commande trois autres épisodes à la première saison, soit un total de vingt-cinq épisodes. En mars 2010, Community est renouvelée pour une seconde saison, qui débute le 23 septembre 2010. Elle est renouvelée pour une troisième saison l'année suivante.
Le 10 mai 2012, la série est renouvelée pour une quatrième saison de treize épisodes dont la diffusion, initialement prévue pour le 19 octobre 2012, commence le 7 février 2013. Le créateur Dan Harmon ne participe cependant plus à sa réalisation après son éviction de la production à la fin de la saison 3,. Il est remplacé dans ses fonctions de show runner par David Guarascio et Moses Port.
En plus des épisodes réguliers, NBC a produit une série de webisodes. Certains sont centrés sur la vie quotidienne du doyen Pelton, des projets du cours d'espagnol, des moments de détente ou Abed copiant ses amis en les faisant jouer par d'autres étudiants. Ils sont disponibles sur le faux site de Greendale Community College. En mars 2012, trois webisodes animés sont mis en ligne sur Hulu. Intitulés Abed's Master Key, écrits par Dave Seger et Tom Kauffman et animés par Animax Entertainment, ils mettent en scène Abed, devenu assistant du doyen Pelton qui lui remet la super-clé de Greendale.

## Diffusion
- Canada : à partir du 17 septembre 2009 sur Citytv[51]
- Brésil : à partir du 4 février 2010 sur Sony Entertainment Television Latin America[52]
- Australie : à partir du 23 mars 2010 sur GO! (Australian TV channel) (en)[53]
- Afrique du Sud : à partir du 7 avril 2010 sur M-Net[54]
- Italie : à partir du 4 février 2010 sur Comedy Central Italia[55]
- Royaume-Uni : à partir du 5 octobre 2010 sur VIVA UK[56]
- Nouvelle-Zélande : à partir du 7 février 2011 sur FOUR[57]
- Allemagne : à partir du 28 avril 2012 sur ProSieben[58]
- France : à partir du 13 décembre 2012 sur Numéro 23[59]

## Réception

### Audiences
| Saison | Nombre d'épisodes | Diffusion aux États-Unis | Diffusion aux États-Unis | Diffusion aux États-Unis | Audiences (en millions) | Audiences (en millions) | Audiences (en millions) |
| Saison | Nombre d'épisodes | Horaire                  | Début de saison          | Fin de saison            | Première                | Finale                  | Moyenne                 |
| ------ | ----------------- | ------------------------ | ------------------------ | ------------------------ | ----------------------- | ----------------------- | ----------------------- |
| 1      | 25                | Jeudi 21 h 30 puis 20 h  | 17 septembre 2009        | 20 mai 2010              | 7,89                    | 4,41                    | 5,00,                   |
| 2      | 24                | Jeudi 20 h               | 23 septembre 2010        | 12 mai 2011              | 5,01                    | 3,32                    | 4,44,                   |
| 3      | 22                | Jeudi 20 h               | 22 septembre 2011        | 24 mai 2012              | 3,93                    | 2,48                    | 4,03,                   |
| 4      | 13                | Jeudi 20 h               | 7 février 2013           | 9 mai 2013               | 3,88                    | 3,08                    | 2,90                    |
| 5      | 13                | Jeudi 20 h               | 2 janvier 2014           | 17 avril 2014            | 3,49                    | 2,87                    | 3,00                    |
| 6      | 13                | Mardi minuit             | 17 mars 2015             | 2 juin 2015              |                         |                         |                         |

Aux États-Unis, le pilote a été diffusé le 17 septembre 2009 à 21 h 30 ET sur NBC et été regardé par 7,887 millions de téléspectateurs, ce qui reste le meilleur score de la série. En moyenne, la première saison a été visionnée par plus de 5 millions de personnes, chiffre qui tend à diminuer au cours des saisons suivantes, passant à 4,44 millions en 2010-2011 puis à 4,03 millions en 2011-2012.
L'épisode 6 de la deuxième saison, Épidémiologie (Epidemiology 206) est le plus regardé de la saison, avec plus de 5,6 millions de spectateurs, et dans la troisième saison, c'est le douzième épisode, Contemporary Impressionists, vu par 4 750 000 personnes qui constitue la plus haute audience.

### Accueil critique
La première saison de Community a reçu de bonnes critiques, totalisant un score de 69 sur 100 basé sur 23 critiques sur l'agrégateur Metacritic. David Bushman, curateur du Paley Center for Media (anciennement le musée de la télévision et de la radio de New York), qualifie Community de meilleure série de la saison. Le site IGN, avec la note 8,5⁄10, écrit que « Community a finalement pris et nous offre plusieurs histoires incroyables dans la seconde moitié de la saison,. »
La seconde saison voit les critiques devenir très bonnes, avec une note de 88 sur 100 basé sur 4 critiques sur Metacritic. Dans New York Magazine et sur le site Salon.com, Community est nommée meilleure série de l'année 2010,. Elle apparaît dans la liste de The A.V. Club des 25 meilleures séries télévisées de l'année, à la deuxième place après Breaking Bad, le site remarquant que les meilleurs épisodes des deux premières saisons sont Modern Warfare, Cooperative Calligraphy et Abed's Uncontrollable Christmas. IGN ajoute que Community est la meilleure série comique des années 2010 et 2011,.
Les bonnes critiques continuent pour la troisième saison, avec 81 sur 100 basé sur 4 critiques sur Metacritic, alors que Community arrive premier du classement des utilisateurs du site dans la catégorie meilleure série télévisée de 2011, battant de peu Breaking Bad. Community est mentionnée dans plusieurs listes éditées des meilleurs programmes par les critiques de télévision : premier par Hulu, second par Paste, troisième par TV.com, cinquième par HitFix et par The Huffington Post''.
En 2012, Entertainment Weekly a nommé Community quinzième des 25 séries télévisées cultes des 25 dernières années avec le commentaire « la série aime les histoires ambitieuses et conceptuelles (peu de séries ont l'audace de tourner un épisode entier en animation image par image), le métahumour, et les constantes références à la culture populaire, ce qui l'a aidé à faire l'objet d'un culte que la plupart des comédies actuelles doivent lui envier,. »

## Distinctions

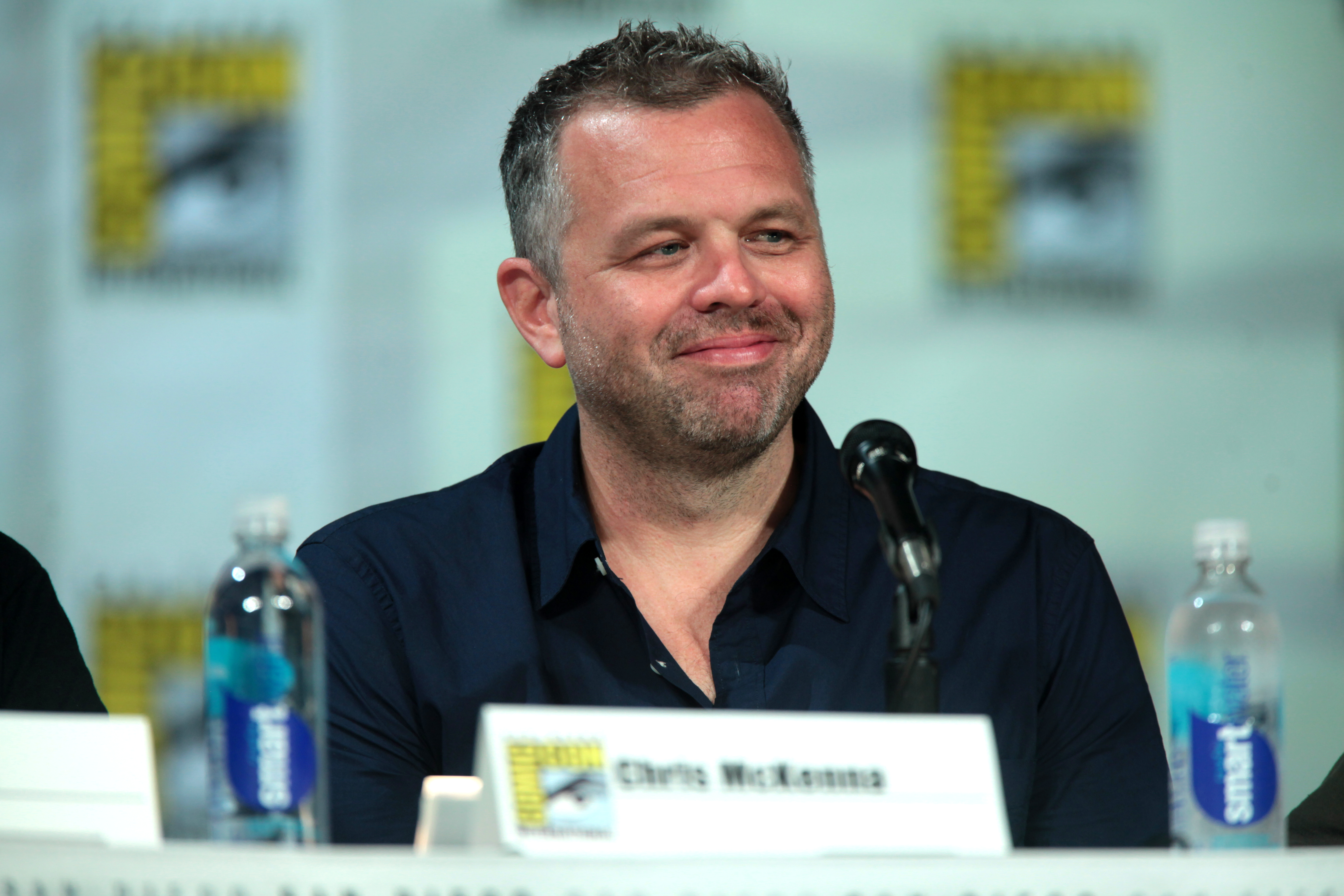
Chris McKenna, l'un des scénaristes de la série nommés pour un Emmy.

Community est d'une manière générale boudée par les plus importantes cérémonies de récompense de la télévision américaines (principalement les Emmy Awards – à l'exception d'une nomination pour le meilleur scénario en 2012 – et les Golden Globes), cette non-reconnaissance étant considérée par certains critiques, au cours des trois premières saisons, comme l'un des plus importants « snobismes » de l'année,,. Le magazine Entertainment Weekly s'attache chaque année à récompenser les « snobés » des Emmy Awards en décernant les « Ewwy Awards », où la série a été nommée à trois reprises.
Sauf mention contraire, les informations ci-dessous sont issues de la page (en) Récompenses pour Community sur l’Internet Movie Database. En gras sont indiquées les récompenses majeures. 

### Récompenses
| Année | Cérémonie ou récompense           | Prix                                                         | Épisode                         | Lauréat(s) |
| ----- | --------------------------------- | ------------------------------------------------------------ | ------------------------------- | --- |
| 2011  | Creative Primetime Emmy Awards    | Meilleure performance individuelle en animation              | Abed's Uncontrollable Christmas | Drew Hodges |
| 2011  | Gracie Allen Awards               | Meilleure actrice dans un second rôle dans une série comique |                                 | Yvette Nicole Brown |
| 2011  | TV Guide Awards                   | Série télévisée préférée                                     |                                 | |
| 2011  | TV Guide Awards                   | Distribution préférée                                        |                                 | Yvette Nicole Brown, Donald Glover, Joel McHale, Danny Pudi, Gillian Jacobs Jim Rash, Alison Brie, Chevy Chase et Ken Jeong |
| 2012  | Critics' Choice Television Awards | Meilleure série comique                                      |                                 | |

### Nominations
| Année | Cérémonie ou récompense                    | Prix                                                          | Épisode                         | Nommé(s)                                                             |
| ----- | ------------------------------------------ | ------------------------------------------------------------- | ------------------------------- | -------------------------------------------------------------------- |
| 2010  | Artios Awards                              | Meilleur casting de série comique                             |                                 | Dava Waite                                                           |
| 2010  | Gold Derby TV Awards                       | Épisode comique de l'année                                    | Modern Warfare                  |                                                                      |
| 2010  | Image Awards                               | Meilleur réalisateur de série comique                         | Introduction to Statistics      | Justin Lin                                                           |
| 2010  | People's Choice Awards                     | Meilleure nouvelle série télévisée                            |                                 |                                                                      |
| 2010  | Teen Choice Awards                         | Meilleure nouvelle série                                      |                                 |                                                                      |
| 2010  | Teen Choice Awards                         | Révélation masculine de l'année                               |                                 | Ken Jeong                                                            |
| 2011  | Art Directors Guild Awards                 | Meilleurs décors de série télévisée de moins d'une demi-heure | Basic Rocket Science            | Derek R. Hill, Denise Pizzini et Robert W. Joseph                    |
| 2011  | Artios Awards                              | Meilleur casting de série comique                             |                                 | Dava Waite                                                           |
| 2011  | The Comedy Awards                          | Meilleure réalisation de série comique                        |                                 |                                                                      |
| 2011  | Critics' Choice Television Awards          | Meilleure série comique                                       |                                 |                                                                      |
| 2011  | Critics' Choice Television Awards          | Meilleur acteur dans série comique                            |                                 | Joel McHale                                                          |
| 2011  | Critics' Choice Television Awards          | Meilleur acteur dans un second rôle dans une série comique    |                                 | Danny Pudi                                                           |
| 2011  | Ewwy Awards                                | Meilleure série comique                                       |                                 |                                                                      |
| 2011  | Ewwy Awards                                | Meilleur acteur dans série comique                            |                                 | Joel McHale                                                          |
| 2011  | Ewwy Awards                                | Meilleur acteur dans un second rôle dans une série comique    |                                 | Danny Pudi                                                           |
| 2011  | Festival international des médias de Banff | Meilleure sitcom                                              | Modern Warfare                  | Justin Lin, Dan Harmon et Emily Cutler                               |
| 2011  | Image Awards                               | Meilleur réalisateur de série comique                         | Modern Warfare                  | Justin Lin                                                           |
| 2011  | People's Choice Awards                     | Guest-star préférée                                           | Anthropology 101                | Betty White                                                          |
| 2011  | Satellite Awards                           | Meilleure série comique                                       |                                 |                                                                      |
| 2011  | Satellite Awards                           | Meilleur acteur dans série comique                            |                                 | Joel McHale                                                          |
| 2011  | Satellite Awards                           | Meilleur acteur dans un second rôle dans une série comique    |                                 | Donald Glover                                                        |
| 2011  | Television Critics Association Awards      | Meilleure série comique                                       |                                 |                                                                      |
| 2011  | Television Critics Association Awards      | Meilleur acteur dans série comique                            |                                 | Danny Pudi                                                           |
| 2011  | Young Artist Awards                        | Meilleur acteur invité (14-17 ans) dans une série comique     | Communication Studies           | Brandon Soo Hoo                                                      |
| 2012  | Annie Awards                               | Meilleur réalisateur de série télévisée                       | Abed's Uncontrollable Christmas | Duke Johnson                                                         |
| 2012  | Critics' Choice Television Awards          | Meilleur acteur dans série comique                            |                                 | Joel McHale                                                          |
| 2012  | Critics' Choice Television Awards          | Meilleur acteur dans un second rôle dans une série comique    |                                 | Danny Pudi                                                           |
| 2012  | Critics' Choice Television Awards          | Meilleur acteur dans un second rôle dans une série comique    | Jim Rash                        |                                                                      |
| 2012  | Critics' Choice Television Awards          | Meilleure actrice dans un second rôle dans une série comique  |                                 | Alison Brie                                                          |
| 2012  | Critics' Choice Television Awards          | Meilleure actrice dans un second rôle dans une série comique  | Gillian Jacobs                  |                                                                      |
| 2012  | Hugo Awards                                | Meilleure série                                               | Remedial Chaos Theory           | Chris McKenna, Dan Harmon (scénaristes) et Jeff Melman (réalisateur) |
| 2012  | Primetime Emmy Awards                      | Meilleur scénario pour une série télévisée comique            | Remedial Chaos Theory           | Chris McKenna                                                        |
| 2012  | Satellite Awards                           | Meilleure série comique                                       |                                 |                                                                      |
| 2012  | Satellite Awards                           | Meilleur acteur dans série comique                            |                                 | Joel McHale                                                          |
| 2012  | Television Critics Association Awards      | Meilleure série comique                                       |                                 |                                                                      |
| 2013  | Art Directors Guild Awards                 | Meilleurs décors de série télévisée de moins d'une demi-heure | Pillows and Blankets            | Denise Pizzini                                                       |
| 2013  | Image Awards                               | Meilleur acteur dans un second rôle dans une série comique    |                                 | Donald Glover                                                        |